# The Bots and the Bees
The Bots and the Bees (рус. «Боты и тычинки») — 1 эпизод 7 сезона мультсериала «Футурама».

## Сюжет
Бев, новая машина прохладительных напитков «Межпланетного экспресса», беременеет от Бендера и рожает ему сына по имени Бен.
Но Бендер отказывается от сына и дает подписанную им заявку об отказе от сына. Бев уходит, оставляя Бена с Бендером, Бен плачет, не переставая, и Бендер узнает, что Бену нравится сгибание. После чего Бен пытается сам сгибать, но у него не получается. Профессор говорит, что Бен никогда не сможет сгибать. В это время Фрай пьет в огромных количествах «Слерм Локо». А Бев возвращается и забирает Бена с собой, показывая бумагу, на которой Бендер отказался от сына. Бендер крадет сына, но его ловит полиция. В прочем Бев успевает забеременеть от робота полицейского и разрешает Бендеру оставить Бена себе. В конце профессор делает Бену операцию, в итоге которой Бен научился сгибать ценою того, что забыл, кто его отец. Такой итог — скорбная плата реалиям жизни, выражение невозможности получить желаемое без жертв.

## Интересные факты
- Премьеру этого эпизода в США посмотрело 1,57 миллиона человек.
- В начале эпизода с надписью была картинка известного интернет-мема «Мне кажется, или», переделанная под Фрая.
- Слово loco из названия сорта Слёрма, который пьёт Фрай, на разговорном сленге английского означает «сумасшедший», «чокнутый», а на испанском это слово также переводится как «чудак».

## Отсылки к предыдущим сериям
- Полиция гонится за Бендером и Беном на вертолёте с воздушной подушкой. Именно это транспортное средство требовал для побега Роберто в серии Law and Oracle.